# ژان دوژاردن
ژان دوژاردن (به فرانسوی: Jean Dujardin) (زاده ۱۹ ژوئن ۱۹۷۲) بازیگر، کمدین، کارگردان و تهیه‌کننده فرانسوی است. او با بازی در فیلم آرتیست به شهرت جهانی رسید.
وی برنده جایزه اسکار بهترین بازیگر نقش اول مرد، برای بازی در فیلم صامت آرتیست شد.

## زندگی و حرفه
ژان دوژاردن در سال ۱۹۷۲ در روی ملمزون در نزدیکی پاریس زاده شد. وی پس از دریافت دیپلم دورهٔ متوسطه برای خدمت سربازی به ارتش پیوست. در این دوران بود که استعداد خود را برای بازیگری کمیک آشکار ساخت. سریال تلویزیونی یک پسر یک دختر که از اپیزودهای کمیک کوتاه متعددی تشکیل شده و بین سالهای ۱۹۹۹ و ۲۰۰۳ از شبکه دو تلویزیون فرانسه پخش شد، در شناسایی این هنرپیشه به عموم نقش بسیار مهمی داشت.
وی را اغلب با هنرپیشه سرشناس، ژان پل بلموندو مقایسه می‌کنند.
آرتیست معروف‌ترین فیلمی است که او در آن بازی کرده‌است. دوژاردن برای بازی در این فیلم جوایز متعددی از جمله جوایز نخل طلایی کن ۲۰۱۲، گلدن گلوب ۲۰۱۱، بفتا ۲۰۱۲ و اسکار ۲۰۱۱ را نصیب خود کرد. ژان دوژاردن توانایی خود را هم در فیلم‌های کمدی (بریس از نیس، او. اس. اس ۱۱۷: قاهره، آشیانه جاسوسان و او. اس. اس ۱۱۷: ریو جواب نمی‌دهد) بلکه در فیلم‌های درامی چون صدای یخ‌ها و بالکنی رو به دریا نشان داده‌است.

## زندگی شخصی
ژان دوژاردن در ۲۵ ژوئیه ۲۰۰۹ با الکساندرا لمی هنرپیشه زن سریال یک پسر و یک دختر ازدواج کرد. وی از پیوند قبلی خود دارای دو پسر به نام‌های سیمون و ژول است.

## فیلم‌شناسی
فهرست برخی از فیلم‌هایی که ژان دوژاردن در آن‌ها به ایفای نقش پرداخته‌است:
- اگر من یک مرد ثروتمند بودم-۲۰۰۲
- به گل رز خوش آمدید-۲۰۰۳
- کامیون حمل پول-۲۰۰۴
- دالتون‌ها-۲۰۰۴
- بریس از نیس-۲۰۰۵
- او. اس. اس ۱۱۷: قاهره، آشیانه جاسوسان-۲۰۰۶
- تحقیق مجدد-۲۰۰۷
- هلفون-۲۰۰۷
- ۹۹ فرانک-۲۰۰۷
- وجه نقد-۲۰۰۸
- مرد و سگش-۲۰۰۸
- او. اس. اس ۱۱۷: گم‌شده در ریو-۲۰۰۹
- لوک خوش‌شانس-۲۰۰۹
- دروغ‌های مصلحتی کوچک-۲۰۱۰
- کلینیک یخ-۲۰۱۰
- نمایی از عشق-۲۰۱۰
- آرتیست-۲۰۱۱
- بازیکنان-۲۰۱۲
- موبیوس-۲۰۱۲
- گرگ وال استریت-۲۰۱۳
- مردان آثار ماندگار-۲۰۱۴
- اتصال—۲۰۱۴
- یک به‌علاوه یک-۲۰۱۵
- مهیای عشق-۲۰۱۶
- بریس ۳-۲۰۱۶
- صحرا-۲۰۱۷
- من حس خوبی دارم-۲۰۱۸
- بازگشت قهرمان-۲۰۱۸
- افسر و جاسوس-۲۰۱۹
- پوست گوزن-۲۰۱۹
- اواس‌اس ۱۱۷: از آفریقا با عشق-۲۰۲۱
- رئیس‌جمهورها-۲۰۲۱
- نوامبر-۲۰۲۲